# Lurgan Celtic Football Club
El Lurgan Celtic Football Club es un club de fútbol de Irlanda del Norte, con sede en Lurgan, Condado de Armagh. Fue fundado en 1970, y compite en la Mid-Ulster Football League Junior Division 1, sexta categoría del fútbol norirlandés.
El 15 de agosto de 2019, el Lurgan Celtic anunció que su equipo se retiraba de las ligas principales de fútbol de Irlanda del Norte, e implementaría unas nuevas estructuras juveniles, con miras de reiniciar su actividad para la temporada 2020-21.

## Palmarés

### Torneos nacionales
- Tercera División (1): 2014-15
- Mid-Ulster Football League (1): 1997-98
- Northern Ireland Intermediate League (1): 2000-01

### Torneos regionales
- Bob Radcliffe Cup (1): 1997-98, 2011-12